# Lago Gulquac
O lago Gulquac é um lago de água doce localizado no Condado de York, na província de New Brunswick, Canadá.

## Descrição
Este lago encontra-se nas coordenadas geográficas 46°56'53" N 66°56'07" W
As medições das idades radiométricas feitas na área do lago Gulquac indicam rochas ígneas o que confirma um vulcanismo com alguma atividade regular por entre uma presença de granítico intrusivo, intimamente associados no tempo. As rochas rondam uma idade de 409 a 435 milhões de anos para as rochas vulcânicas e de 409 a 425 milhões de anos para as rochas intrusivas.
As relações estruturais na área mostram que o surgir do granito coincidiu com um episódio de falhamento intenso e elevação de estruturas rochosos por altura do Cambro-Ordoviciano. 
As medições combinadas dos dados da radiométricos indicam uma idade mínima para o limite Siluriano-Devoniano de 409 a 420 milhões de anos.